# Neoterebra sanjuanensis
Neoterebra sanjuanensis é uma espécie de gastrópode do gênero Neoterebra, pertencente a família Terebridae.

## Descrição
O comprimento da concha varia entre 16 mm a 30 mm.

## Distribuição
Esta espécie é distribuída no Oceano Pacífico, ao longo de México e Panamá.